# Маргарет Боден
Маргарет Боден (англ. Margaret Ann Boden; 26 листопада 1936 — 18 липня 2025) — британська вчена, професор з когнітивної науки на кафедрі інформатики Університету Сассекса. Її робота охоплює сфери штучного інтелекту, психології, філософії, та інформатики.

## Ранній період життя та навчання
Маргарет Анна Боден народилася у Лондоні 26 листопада 1936 року. Отримала освіту в Лондонській школі для дівчат наприкінці 1940-х та початку 1950-х років.  У Ньюнем коледжі (Кембридж) вона отримала відзнаку в галузі медичних наук, отримавши найвищий бал за всі природничі науки. У 1957 році вона вивчала історію сучасної філософії в Кембриджському відділі досліджень мов.

## Кар'єра
У 1959 році Маргарет Боден була призначена викладачем філософії в Університеті Бірмінгема. З 1962 по 1964 рр. працювала науковим співробітником в Гарвардському університеті, а потім повернулася в Бірмінгем. У 1965 р. викладала філософію та психологію в Університеті Сассексу. У 1980 році вона була призначена лектором-професором. Боден отримала докторський ступінь в галузі соціальної психології (спеціалізація: когнітивні дослідження) в Гарвардському університеті в 1968 році.
Боден вважає, що робота Джорджа Міллера «Плани та структура поведінки» дала їй усвідомлення того, що підходи комп'ютерного програмування можуть бути застосовані до всієї психології.
Боден стала деканом Школи соціальних наук у 1985 році. Через два роки вона стала засновницею Школи когнітивних і обчислювальних наук Сассекського університету, попередником нинішнього департаменту інформатики університету. З 1997 року є професором з когнітивної науки на кафедрі інформатики, де її робота охоплює галузі штучного інтелекту, психології, філософії, когнітивної та комп'ютерних наук.
Маргарет Боден стала членом Британської академії в 1983 році і була її віце-президентом з 1989 по 1991 рік.
Маргарет Боден є членом редакційної колегії журналу The Rutherford Journal.
У 2001 році Боден була удостоєна орденом Британської імперії за "послуги в галузі когнітивної науки". У цьому ж році вона також була нагороджена званням почесного доктора наук в Університеті Сассекса. Вона також отримала почесний ступінь в університеті Бристоля. У її честь була названа стипендія PhD, яка щорічно присуджується кафедрою інформатики університету Сассекса.

## ЗМІ
У лютому 2017 року Маргарет Боден разом з іншими дослідниками брала участь у дебатах, організованих Британською Академією про готовність людей розвивати романтичні стосунки з роботами.

## Нагороди та відзнаки
- Маргарет Боден була нагороджена орденом Британської імперії у 2001 році за "послуги з когнітивної науки".
- Боден є співробітником (і колишнім віце-президентом) Британської академії ( вона була головою відділу філософії до липня 2002 року).
- Член Академії Європи.
- Член Американської асоціації штучного інтелекту (AAAI).
- Член Європейського координаційного комітету з штучного інтелекту (ECCAI).
- Постійний співробітник Британського товариства штучного інтелекту та моделювання поведінки.
- Член Ради Королівського інституту філософії.
- Колишній віце-президент (і голова ради) Королівського інституту Великої Британії.
- У квітні 2004 року вона була нагороджена Почесним дипломом Відкритого університету як доктор університету.

## Обрані публікації
- Purposive Explanation in Psychology (Harvard University Press, 1972);
- Artificial Intelligence and Natural Man (1977/1987: 2nd edn., MIT Press), ISBN 978-0-262-52123-9
- Jean Piaget (Fontana Modern Masters 1979; 2nd edn. Harper Collins, 1984);
- The Case for a Cognitive Biology. (In Proceedings of the Aristotelian Society, 54: 25–40, with Susan Khin Zaw, 1980);
- Minds and Mechanisms (Cornell University Press, 1981);
- Computer Models of Mind: Computational approaches in theoretical psychology (Cambridge University Press, 1988), ISBN 978-0-521-27033-5
- Artificial Intelligence in Psychology: Interdisciplinary Essays (MIT Press, 1989), ISBN 978-0-262-02285-9
- The Philosophy of Artificial Intelligence, ed. (Oxford Readings in Philosophy, Oxford University Press, 1989/90), ISBN 978-0-19-875155-7
- The Creative Mind: Myths and Mechanisms (Weidenfeld/Abacus & Basic Books, 1990; 2nd edn. Routldge, 2004), ISBN 978-0-415-31453-4
- Dimensions of Creativity, ed. (MIT Press, 1994);
- The Philosophy of Artificial Life, ed. (Oxford University Press, 1996).
- Artificial Intelligence (Handbook of Perception and Cognition, 2nd Ed, Academic Press Inc., 1996), ISBN 978-0-12-161964-0
- Mind As Machine: a History of Cognitive Science, (2 volumes, Oxford University Press, 2006), ISBN 978-0-19-929237-0 / ISBN 978-0-19-924144-6. This generated public disagreement with Noam Chomsky.[15]
- AI: Its Nature and Future (2016), ISBN 978-0198777984